# Outshined
"Outshined" é uma canção da banda norte-americana Soundgarden. Composta pelo vocalista Chris Cornell, é a segunda faixa do álbum Badmotorfinger, de 1991, e foi lançada como segundo single.

## Posição nas paradas musicais
| Parada (1992)                              | Melhor posição |
| ------------------------------------------ | -------------- |
| Austrália (ARIA)                           | 76             |
| Austrália (ARIA Alternative)               | 8              |
| Reino Unido (UK Singles Chart)             | 50             |
| Estados Unidos (Billboard Mainstream Rock) | 45             |

| Parada (2017)                                           | Melhor posição |
| ------------------------------------------------------- | -------------- |
| Estados Unidos (Billboard Hot Rock & Alternative Songs) | 24             |
| Estados Unidos (Billboard Rock Digital Song Sales)      | 16             |

## Certificações
| Região                                                                                                  | Certificação | Vendas |
| --- | ------------ | ------ |
| Nova Zelândia (RMNZ)                                                                                    | Ouro         | 7 500* |
| *números de vendas baseados somente na certificação ^números de vendas baseados somente na certificação |              |        |